# Капитан Атом
Капитан Атом — персонаж, супергерой комиксов издательства DC Comics; всего в истории комиксов существовало три персонажа, носивших это имя. Персонаж был создан писателем Джо Гиллом и художником и писателем Стивом Дитко и впервые появился в серии комиксов Space Adventures #33 в марте 1960 года. Первоначально он был создан для компании Charlton Comics, но затем стал персонажем DC Comics (с 1987 года) после приобретения ими Charlton Comics. В ряде сюжетных арок комиксов и мультфильмах персонаж выступал как правительственный спецагент и сражался с другими супергероями, когда правительство согласно сюжету находилось в конфликте с Лигой Справедливости.

## Биография
С момента создания персонаж появлялся в различных сериях комиксов, но всегда под одним и тем же именем, в том числе часто был членом различных составов команды супергероев DC «Лига Справедливости». Во всех воплощениях персонажа он первоначально был военным, а его превращение в супергероя было связано с военными экспериментами. В комиксах Charlton Comics его звали Алан Адамас; он был техником, участвовавшим в создании экспериментальной военной ракеты, и перед запуском случайно оказался в ловушке внутри неё. Когда ракета вышла в верхние слои атмосферы и взорвалась, Адам был распылён на атомы, но в итоге таинственным образом выжил и смог самостоятельно приземлиться на поверхность Земли, восстановив молекулярную структуру своего тела и получив различные сверхспособности. Он стал носить специальный красно-жёлтый костюм.
С марта 1987 года персонаж получил собственную серию в DC Comics, авторами историй стали Кэри Бэйтс (который на протяжении многих лет писал сценарии для комиксов о Супермене и Флэше) и Грег Вайсман, а художником — Пит Бродерик.
В «посткризисной» версии DC история персонажа и его концепция как таковая отличались от образа, созданного в Charlton Comics. Здесь персонаж носил имя Натаниэль Кристофер Адам и был офицером ВВС США, ветераном Вьетнамской войны. Он был обвинён в преступлении, которого не совершал, и приговорён к смертной казни в 1968 году под наблюдением полковника Уэйда Эйлинга. Тот предложил ему в качестве альтернативы казни участие в секретном военном эксперименте «Проект Атом» и в случае выживания после него — президентское помилование. Эксперимент заключался в тестировании прочности корпуса разбившегося корабля пришельцев путём помещения туда живого человека и взрыва корабля ядерным оружием. После применения ядерной бомбы корабль взорвался, и Адам, как считалось, погиб. Однако спустя 18 лет Адам вдруг «возродился» вновь, причём инопланетный металл «осел» в его теле, даровав ему множество невероятных способностей.
На протяжении многих лет авторы DC пытались «переделывать» образ персонажа: так, в течение некоторого времени он носил имя Монарх (Monarch) и другой костюм, а в 2005 году была предпринята попытка пересказа истории его происхождения и фактически был создан новый персонаж (Breach), но позже от этой идеи отказались. В 2011 году, после The New 52 и перезапуска вселенной DC, персонаж не присоединился к Лиге Справедливости, поскольку другие супергерои считали его опасным и не доверяли ему; его история происхождения и способности также были изменены.
Считается, что Капитан Атом послужил прообразом для персонажа графического романа «Хранители» Доктора Манхэттена.
В середине 2000-х годов персонаж в своём более-менее «классическом» (с точки зрения DC) варианте появлялся в нескольких сериях мультфильмов «Лига Справедливости без границ», «Юная Лига Справедливости», «Бэтмен: Отважный и смелый», а также в полнометражных мультфильмах «Супермен/Бэтмен: Враги общества» и «Лига Справедливости: Парадокс источника конфликта», который делали его как оружие.

## Способности героя
После «перехода» персонажа в DC Comics сценаристы издательства установили следующие его основные способности (которые незначительно отличались от возможностей оригинального персонажа Charlton Comics):
- Способен поглощать энергию, но до определённого предела, и при избытке энергии испускать её (регулируя количество поглощаемой и выпускаемой энергии самостоятельно). Однако ввиду того, что природа его сил лежит в сильном взаимодействии, обеспечивающем связь протонов и нейтронов, чрезмерно интенсивное использование им своих способностей может привести к столь сильному потоку энергии, что герой потеряет возможность поддерживать молекулярную стабильность своего организма; в комиксах персонаж постоянно пытался справиться с этой проблемой, но так и не сумел.
- Кожа героя связана с «квантовым полем», позволяющим ему поглощать и управлять теоретически бесконечным количеством энергии, которую он может использовать для увеличения собственных силы, выносливости и скорости[6].
- Способен конвертировать энергию с материей и управлять материей в самых разных аспектах: например, может превратить снег в лаву или вылечить человека от рака.
- Его кожа, впитавшая в себя инопланетный металл, имеет серебристый цвет и отличается огромной прочностью, в частности, может выдерживать попадания лазерных лучей, сверхвысокие температуры и так далее. В комиксах она известна как «серебряный щит» или Dilustel.
- Уязвим для разработанной земными учёными технологии X-Ionizer — единственной способной пробить его «щит».

После перезапуска вселенной DC в 2011 году его сверхспособности были существенно уменьшены, а природа его силы стала связана в большей степени с радиационным излучением, нежели с квантами.

## Критическое восприятие
В книге The Superhero Book: The Ultimate Encyclopedia of Comic-Book Icons and Hollywood Heroes выделяется большая значимость персонажа для истории комиксов в целом как одного из первых героев «серебряного века» комиксов и едва ли не первого, чьё происхождение было напрямую связано с атомной энергией. Однако там же указывается, что, по мнению автора книги, ещё большую значимость ему даёт то, что он был в первой половине 1960-х годов главным героем комиксов небольшого «независимого» издательства, поначалу успешно конкурировавшего благодаря ему с Marvel и DC.
В рецензии сайта CraveOnline на новую серию о персонаже в арке The New 52 указывается, что Капитан Атом в своём новом воплощении становится очень похож на Доктора Манхэттена, персонажа, когда-то вдохновлённого «классическим» Капитаном Атомом.